# Alfred Fischer
Alfred Fischer, född 1858, död 1913, var en tysk botaniker.
Alfred Fischer blev filosofie doktor i Jena 1879, docent vid universitetet i Leipzig 1882 och var professor vid universitetet i Basel 1902–1912. Bland Fischers anatomiska och mikrokemiska arbeten märks ingående studier över silrörens byggnad och förlopp samt över plasmans struktur. Vid undersökningar av vedväxternas fysiologi fastställde Fischer att reservstärkelsen under vintern omvandlas till socker för att vid vegetationsperiodens början återgå till stärkelseform. Fischers undersökningar över gravitationens inverkan på bladens sömnrörelser ledde till nya uppfattningar och frågeställningar. Fischer utförde omsorgsfulla systematiska och fysiologiska undersökningar av lägre kryptogamer, främst algsvampar och bakterier. Av hans skrifter märks Untersuchungen über das Siebröhrensystem der Cucurbitaceen. Ein Beitrag zur vergleichenden Anatomie der Pflanzen (1884). Beiträge zur Physiologie der Holzgewächse (i Jahrbücher für wissenschaftliche Botanik, 22, 1890), Phycomycetes (i Gottlob Ludwig Rabenhorst, Kryptogamenflora von Deutschland, Österreich under der Schweiz, 2:a upplagan, 1:4, 1892), Vorlesungen über Bakterien (1897, 2:a upplagan 1903; engelsk översättning 1900; rysk översättning 1906) och Fixirung, Färbung und Bau des Protplasmas (1899).